# 何琳 (1967年)
何琳（1967年12月—），贵州盘州人，汉族，中国农工民主党党员。中华人民共和国政治人物、第十三届全国人民代表大会贵州省代表。

## 生平
2018年，何琳被选为贵州省出席第十三届全国人民代表大会代表。